# Bacolod
Bacolod é uma cidade de primeira classe de renda da cidade na província Visayas Ocidentais, nas Filipinas. De acordo com o censo de 1 maio  de  2020 possui uma população de 600 783 pessoas e 142 936 domicílios.